# 乳酸银
乳酸银是一种化合物，化学式为CH3CH(OH)COOAg。它和三苯基膦氯化亚金在苯和二氯甲烷的混合溶剂中反应，可以得到无色的三苯基膦乳酸亚金。它和一种四膦配体dppbpda反应，可以得到配位聚合物[(dppbpda)Ag4(CH3CH(OH)COO)4]n。